# United States Africa Command
Das United States Africa Command (AFRICOM; deutsch Afrikanisches Kommando der Vereinigten Staaten) ist eines von elf Unified Combatant Commands der US-Streitkräfte, das im Oktober 2007 aufgestellt wurde. Seitdem im Oktober 2008 die volle Operationsfähigkeit hergestellt wurde, ist AFRICOM das Oberkommando über US-amerikanische Militäroperationen auf dem afrikanischen Kontinent mit Ausnahme von Ägypten, das weiterhin zum US Central Command gehört.

## Geschichte
Über die Aufstellung eines US-Regionalkommandos für den afrikanischen Kontinent wurde bereits ab 2003 spekuliert. Afrika geriet mehr und mehr in das Aufmerksamkeitsspektrum der Regierung der Vereinigten Staaten, so fand 2005 eine Antiterrorübung der US-Streitkräfte in der Sahara statt. Zudem sind US-Einheiten am Horn von Afrika innerhalb der Operation Enduring Freedom vor Dschibuti beteiligt.
Die Debatte um die Aufstellung des Africa Command drehte sich daher im Vorfeld darum, ob die geschätzten 5 Mrd. US-Dollar, die jährlich für diese Kommandoeinrichtung aufgewendet werden, gerechtfertigt seien. Die Denkfabrik Center for Strategic and International Studies attestierte dem Verteidigungsministerium eine mangelhafte Öffentlichkeitsarbeit, da es dem Ministerium nicht gelungen sei, das tatsächlich vorhandene Interesse der USA an der Lösung diverser afrikanischer Probleme in den Vordergrund zu rücken.  Präsident G.W. Bush beauftragte am 6. Februar 2007 den US-Verteidigungsminister (damals Robert Michael Gates) mit der Bildung und Aufstellung des 'US Africa Command' zum Ende des Geschäftsjahres 2008.
Da die Afrikanische Union und ihre Mitglieder lt. Foreign Policy den Zielen des AFRICOM misstrauten, fanden die Vereinigten Staaten angeblich kein Gastgeberland für die Behörde, woraufhin sie diese in Europa (Kelley Barracks, Stuttgart) ansiedelte. US-Präsident George W. Bush äußerte am 21. Februar 2008 im Vorfeld eines Staatsbesuches, dass die Vereinigten Staaten keine neuen US-Militärbasen in Afrika planten; die liberianische Präsidentin Ellen Johnson Sirleaf hatte sich dafür eingesetzt, das Hauptquartier des U.S. Africa Military Command in Liberia einzurichten.
Ab dem 19. März 2011 führte das Regionalkommando den Oberbefehl über die US-Angriffe auf Libyen im Rahmen des mehrphasigen Militäreinsatzes in Libyen (Operation Odyssey Dawn), an welcher sich die USA und Großbritannien mittels eines gezielten Einsatzes von Tomahawk-Marschflugkörper beteiligten. Die Operation verfolgte das Ziel, die Einrichtung einer Flugverbotszone zu ermöglichen.
2023 wurde dem Kommando erstmals ein Kommando der United States Space Force für Weltraumoperationen unterstellt. Das Kommando United States Space Forces – Europe and Africa (USSPACEFOR-EURAF) mit Sitz auf der Ramstein Air Base deckt diese Fähigkeiten sowohl für Europa als auch für Afrika ab.

## Auftrag und Zuständigkeit

Verantwortungsbereich des AFRICOM (grün)

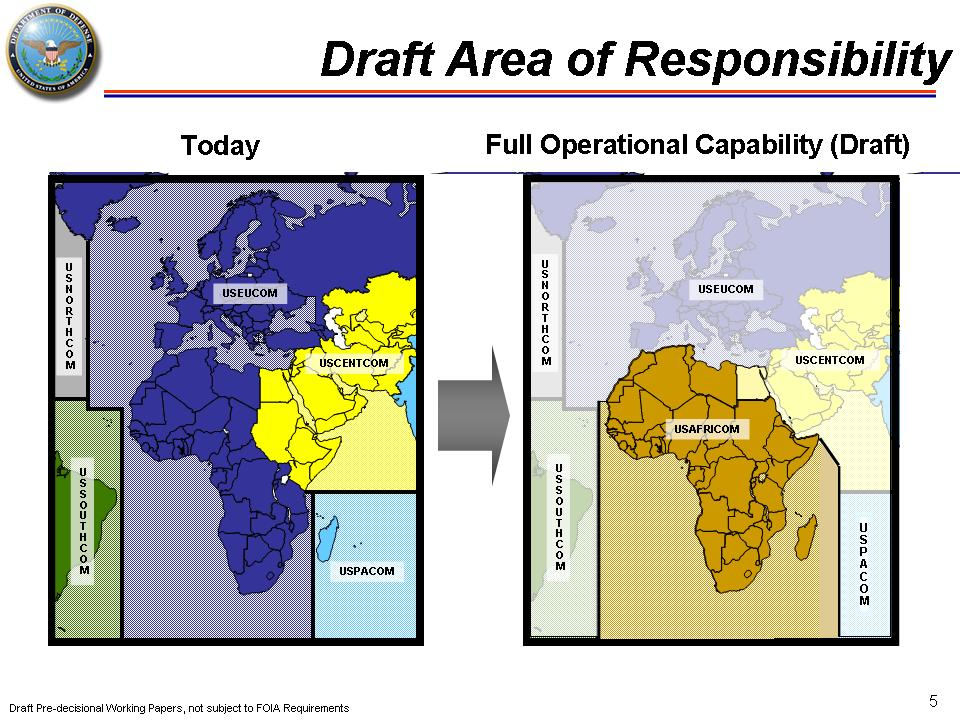
Entstehung des Verantwortungsbereichs des AFRICOM.

Das Kommando ist vorrangig mit humanitären Hilfsoperationen, Katastrophenbewältigung und Krisenreaktionsoperationen betraut.
Das AFRICOM koordiniert und bündelt die Aktivitäten des US-Verteidigungsministeriums und anderer US-Ministerien und Behörden im Raum Afrika, um die politische Stabilität und das Wirtschaftswachstum der 56 Länder im Kommandobereich zu stabilisieren und intensivieren. Die Abkopplung dieses territorialen Verantwortungsbereichs aus dem EUCOM und Überführung in ein eigenständiges Regionalkommando für den afrikanischen Kontinent soll eine noch effektivere Konzentration auf die spezifischen politischen, ökonomischen und sozialen Probleme ermöglichen. Ein weiterer Grund für die Ausgliederung war der enorm gewachsene Verantwortungsbereich des EUCOM, der auch das Gebiet eines Großteils der ehemaligen Sowjetunion umfasst und sich so bis zur Halbinsel Kamtschatka erstreckt.
Der Fokus liegt dabei atypisch weniger in der Bereitschaft der Kriegführung, als in der Kriegsprävention. Es ist beabsichtigt, mittels Militär- und Sicherheitsberatung eigenständige nationale Militär- und Strafverfolgungsorgane zu etablieren, um so eine wirksame Krisenreaktions-Kapazität zu schaffen, die die Förderung demokratischer Systeme unterstützt und sichert.
Aus Sicht der US-amerikanischen Regierung gewinnt die Region aufgrund ihrer Ressourcen und oft instabilen Machtverhältnisse zunehmend an Bedeutung. Die Einrichtung eines eigenen Regionalkommandos trägt dieser Entwicklung Rechnung.
Aufgabe:

“United States Africa Command, in concert with other U.S. government agencies and international partners, conducts sustained security engagement through military-to-military programs, military-sponsored activities, and other military operations as directed to promote a stable and secure African environment in support of U.S. foreign policy.”

„Das United States Africa Command AFRICOM betreibt, in Zusammenarbeit mit anderen US-Regierungsagenturen und internationalen Partnern, ein kontinuierliches sicherheitspolitisches Engagement, dazu gehören, gemäß der US-Außenpolitikdoktrin: militärische Hilfsprogramme und Aufbauprogramme sowie Militäroperationen um Afrika zu sichern und zu stabilisieren.“

Nach Recherchen der Süddeutschen Zeitung und des NDR werden vom Africom-Hauptsitz in Stuttgart aus Drohnenangriffe in Afrika befehligt. Africom-Kommandeur Townsend bestätigte im September 2020, dass seit Januar des Jahres 46 Drohnenangriffe auf Ziele in Afrika angeordnet wurden.

## Organisation

### Hauptquartier

Hauptquartier des US Africa Command: Kelley Barracks, Stuttgart-Möhringen

Eine Übergangskommandogruppe für die Aufstellung stand unter dem Kommando von Rear Admiral Robert T. Moeller. Derzeit ist das Hauptquartier in den Kelley Barracks in Stuttgart stationiert. Das spätere Hauptquartier des Kommandos könnte nach Angaben des US-Verteidigungsministeriums in Afrika stationiert werden, als Kandidat bewarb sich Liberia 2008, nachdem andere afrikanische Länder eine Stationierung ausgeschlossen hatten. Aus Kostengründen wurde eine Verlegung in die USA geprüft. Anfang 2013 entschied Präsident Obama den Verbleib in Stuttgart. Ausschlaggebend waren operative Vorteile durch die gleiche Zeitzone, stabile politische Verhältnisse sowie die hohe Lebensqualität für das Personal. Es gibt zahlreiche Fluglinien zwischen Europa und Afrika (siehe auch Liste von Verkehrsflughäfen in Afrika).
Mitte 2020 ordnete US-Präsident Donald Trump den Abzug von rund einem Drittel der in Deutschland stationierten 36.000 amerikanischen Truppenangehörigen an. Neben dem ebenfalls in Stuttgart befindlichen Hauptquartier des United States European Command (EUCOM) soll auch das AFRICOM-Hauptquartier Deutschland verlassen. Mit der Übernahme der Regierungsgeschäfte durch die Administration Biden zu Beginn des Jahres 2022 wurde eine weitere Verlegung der beiden Kommandos vorerst nicht weiterverfolgt.

### Unterstellte Kommandos und Einheiten
- US Army Africa (USARAF), Vicenza
- US Naval Forces, Africa (NAVAF), Neapel
- US Air Forces, Africa (AFAFRICA), Ramstein Air Base
- US Space Forces – Europe and Africa (USSPACEFOR-EURAF), Ramstein Air Base
- US Marine Corps Forces, Africa (MARFORAF), Stuttgart
- US Special Operations Command Africa, Stuttgart[16]
- Combined Joint Task Force-Horn of Africa (CJTF-HOA), Camp Lemonnier, Dschibuti

Zum 1. Oktober 2008 wurde die 17. US-Luftflotte reaktiviert, um als Luftkomponente des AFRICOM zu fungieren.

### Stab
Dem Befehlshaber des US Africa Command sind zwei Stellvertreter untergeordnet. Zum einen ein Lieutenant General der US Air Force, zuständig für Militäroperationen, und zum anderen ein Botschafter, zuständig für die Zivil-Militärische Zusammenarbeit.

### Befehlshaber
| Nr. | Name                        | Bild | Beginn der Berufung | Ende der Berufung |
| --- | --------------------------- | ---- | ------------------- | ----------------- |
| 1   | William E. Ward (USA)       |      | 1. Oktober 2007     | 8. März 2011      |
| 2   | Carter F. Ham (USA)         |      | 8. März 2011        | 5. April 2013     |
| 3   | David M. Rodriguez (USA)    |      | 5. April 2013       | 18. Juli 2016     |
| 4   | Thomas D. Waldhauser (USMC) |      | 18. Juli 2016       | 26. Juli 2019     |
| 5   | Stephen J. Townsend (USA)   |      | 26. Juli 2019       | 9. August 2022    |
| 6   | Michael E. Langley (USMC)   |      | 9. August 2022      | 15. August 2025   |
| 7   | Dagvin Anderson (USAF)      |      | 15. August 2025     | amtierend         |